# Malta Township (Minnesota)
Malta Township ist eine Township im Big Stone County, Minnesota in den Vereinigten Staaten. Das U.S. Census Bureau hat bei der Volkszählung 2020 eine Einwohnerzahl von 82 ermittelt.

## Geographie
Nach den Angaben des United States Census Bureaus hat die Township eine Gesamtfläche von 96,2 km², wovon 94,0 km² Lan und 2,2 km² (=2,31 %) Gewässer sind.
| Graceville Township | Moonshine Township | Baker Township, Stevens County   |
| Almond Township     | Kompass            | Stevens Township, Stevens County |
| Big Stone Township  | Otrey Township     | Artichoke Township               |

## Geschichte
Die Malta Township wurde 1880 eingerichtet. Sie ist nach der Insel Malta benannt.

## Demographie
Zum Zeitpunkt des United States Census 2000 bewohnten Malta Township 90 Personen. Die Bevölkerungsdichte betrug 1,0 Personen pro km². Es gab 33 Wohneinheiten, durchschnittlich 0,4 pro km². Die Bevölkerung in Malta Township bestand zu 100 % aus Weißen, 0 % Schwarzen oder African American, 0 % Native American, 0 % Asian, 0 % Pacific Islander, 0 % gaben an, anderen Rassen anzugehören und 0 % nannten zwei oder mehr Rassen. 0 % der Bevölkerung erklärten, Hispanos oder Latinos jeglicher Rasse zu sein.
Die Bewohner Malta Townships verteilten sich auf 29 Haushalte, von denen in 51,7 % Kinder unter 18 Jahren lebten. 79,3 % der Haushalte stellten Verheiratete, 13,8 % hatten einen weiblichen Haushaltsvorstand ohne Ehemann und 0 % bildeten keine Familien. 10,3 % der Haushalte bestanden aus Einzelpersonen und in 6,9 % aller Haushalte lebte jemand im Alter von 65 Jahren oder mehr alleine. Die durchschnittliche Haushaltsgröße betrug 3,10 und die durchschnittliche Familiengröße 3,40 Personen.
Die Bevölkerung verteilte sich auf 40,0 % Minderjährige, 3,3 % 18–24-Jährige, 31,1 % 25–44-Jährige, 14,4 % 45–64-Jährige und 11,1 % im Alter von 65 Jahren oder mehr. Der Median des Alters betrug 33 Jahre. Auf jeweils 100 Frauen entfielen 100,0 Männer. Bei den über 18-Jährigen entfielen auf 100 Frauen 125,0 Männer.
Das mittlere Haushaltseinkommen in Malta Township betrug 43.750 US-Dollar und das mittlere Familieneinkommen erreichte die Höhe von 46.000 US-Dollar. Das Durchschnittseinkommen der Männer betrug 22.500 US-Dollar, gegenüber 21.875 US-Dollar bei den Frauen. Das Pro-Kopf-Einkommen belief sich auf 11.949 US-Dollar. 2,2 % der Bevölkerung und 0 % der Familien hatten ein Einkommen unterhalb der Armutsgrenze, davon waren 0 % der Minderjährigen und 0 % der Altersgruppe 65 Jahre und mehr betroffen.